# معضلة غير قابلة للقرار
في نظرية الحاسوبية ونظرية التعقيد الحسابي، معضلة غير قابلة للقرار هي معضلة هدفها صنع قرار ما، حيث يستحيل إنشاء خوارزمية وحيدة، تجيب دائما وبصفة صحيحة، بنعم أو لا على المعضلة المطروحة.
انظر إلى مبرهنات عدم الاكتمال لغودل.